# بوب غريفين
بوب غريفين (بالإنجليزية: Bob Griffin)‏ هو مدير فني أمريكي، ولد في 22 أكتوبر 1940 في ميلفورد في الولايات المتحدة.